# Aftonbladet TV
För andra betydelser, se Aftonbladet TV (olika betydelser).
Aftonbladet TV är en streamingtjänst ägd av Aftonbladet som sänder nyheter och nöjesprogram via webben.

## Historik
År 2013 lanserade Aftonbladet en egen webbplats för Aftonbladet TV. Tjänsten är endast tillgänglig via webben. Aftonbladets livesändningar är begränsade till Sverige, samt att de av rättighetsskäl inte är tillgängliga via Apple TV eller Chromecast.